# Ngô Khởi
Ngô Khởi (chữ Hán: 吴起; 440 TCN - 381 TCN) là người nước Vệ, sống trong thời Chiến Quốc, sau Ngũ Tử Tư và Tôn Vũ, từng làm đại tướng ở hai nước là Lỗ và Ngụy, làm tướng quốc ở Sở. Ông là một nhà quân sự nổi tiếng, nhà chính trị, nhà cải cách lớn thời Chiến quốc.
Khi ông nắm quyền ở nước nào đều làm cho nước đó trở nên cường thịnh, mở mang bờ cõi, các nước khác không dám đến xâm lược. Tư tưởng về nghệ thuật quân sự của ông trong bộ Binh pháp Ngô Tử rất có giá trị, là một trong 7 bộ binh pháp (Thất đại kỳ thư) nổi tiếng của Trung Quốc, gần như có thể sánh ngang với Binh pháp Tôn Tử. Tuy nhiên, ông là người tham tài, hiếu sát và biện pháp thi hành có phần tàn ác như: giết vợ để cầu quan, tham quyền, thi hành chính sách khắc nghiệt làm các quan lại triều thần cũng như những người trong vương tộc không đồng tình, ghen ghét hãm hại nhiều lần và cuối đời bị quân nổi loạn giết chết.

## Sự nghiệp

### Bị nghi ngờ ở nước Lỗ
Từ thời trẻ, Ngô Khởi lấy vợ người nước Tề và ham thích việc quân sự. Ông học cùng với Tăng Tử.
Khi ấy, Nước Tề đánh nước Lỗ. Lỗ Mục công muốn dùng Ngô Khởi làm tướng nhưng vì ngại Ngô Khởi lấy con gái Tề làm vợ nên ngờ vực. Ngô Khởi muốn bỏ sự nghi ngờ của vua Lỗ, bèn giết vợ để tỏ rằng mình không liên hệ gì với Tề. Lỗ Mục Công phong ông làm tướng, cầm quân đánh tan quân Tề.
Trong lúc ông đang cầm quân ngoài chiến trường thì có người nước Lỗ ghét ông, gièm pha với vua Lỗ. Vua Lỗ lại nghi ngờ ông, không tin dùng nữa.

### Làm tướng nước Ngụy
Ngô Khởi bỏ đi, nghe tin Ngụy Văn hầu là vua hiền, muốn đến theo. Do sự tiến cử của Lý Khôi, Ngụy Văn hầu bèn thu dụng ông, phong làm tướng. Ông được lệnh cầm quân đi đánh nước Tần, chiếm được năm thành.
Khi Ngô Khởi làm tướng, ông thường cùng ăn mặc như người lính bậc thấp nhất, lúc ngủ không trải chiếu, đi không ngồi xe, thân hành mang lương thực, cùng chia khó nhọc với quân sĩ. Có người lính mắc bệnh ung thư, ông tự đến hút mủ cho anh ta. Vì sự gần với quân sĩ nên ông rất được lòng mọi người.
Nguỵ Văn hầu thấy Ngô Khởi giỏi dùng binh, thanh liêm công bằng, được lòng quân sĩ, nên cho ông làm quan thú Tây Hà để chống lại nước Tần và nước Hàn.
Năm 396 TCN, Ngụy Văn hầu mất, thế tử Kích lên thay, tức là Ngụy Vũ Hầu. Một hôm Vũ hầu bơi thuyền xuôi theo dòng sông Tây Hà, nói với Ngô Khởi rằng: Núi sông hiểm trở quả là của quý của nước Ngụy. Ngô Khởi thưa:
Giữ nước cốt ở đức chứ không ở chỗ đất đai hiểm yếu. Ngày xưa, Tam Miêu bên trái là hồ Động Đình, bên phải là hồ Bành Lãi, nhưng vì không trau giồi đức nghĩa, nên bị vua Vũ diệt. Đô thành vua Kiệt nhà Hạ, bên trái là Hoàng Hà, bên phải là Thái Sơn, Hoa Sơn, núi Y Khuyết ở phía nam, núi Dương Trường ở phía bắc nhưng vì chính sự bất nhân, nên bị vua Thang diệt. Nước của vua Trụ nhà Ân, bên trái là núi Mạnh Môn, bên phải là núi Thái Hàng, núi Trường Sơn ở phía bắc, sông Đại Hà chạy dọc phía nam, nhưng vì chính sự không có đức cho nên bị Vũ vương diệt. Do đó mà xem, thì giữ nước ở đức chứ không ở chỗ hiểm. Nếu mà vua không lo tu đức, thì người trong thuyền đều là nước địch vậy.
Ngụy Vũ hầu tán đồng ý kiến của ông, bèn phong Ngô Khởi làm Tây Hà thú. Ông trở nên rất nổi tiếng.
Ngụy Vũ hầu phong Điền Văn làm tể tướng. Ngô Khởi không bằng lòng, nhưng cuối cùng được Điền Văn giải thích nên ông chịu lý rằng tài năng của mình không bằng Điền Văn.
Sau khi Điền Văn chết, Công Thúc làm tể tướng, lấy Ngụy công chúa, ganh ghét ông và muốn làm hại ông. Công Thúc bày mưu gièm pha ông với Ngụy Vũ Hầu khiến Ngụy Vũ Hầu nghi và không tin ông. Ngô Khởi sợ bị tội nên phải bỏ đi nơi khác.

### Chết ở nước Sở

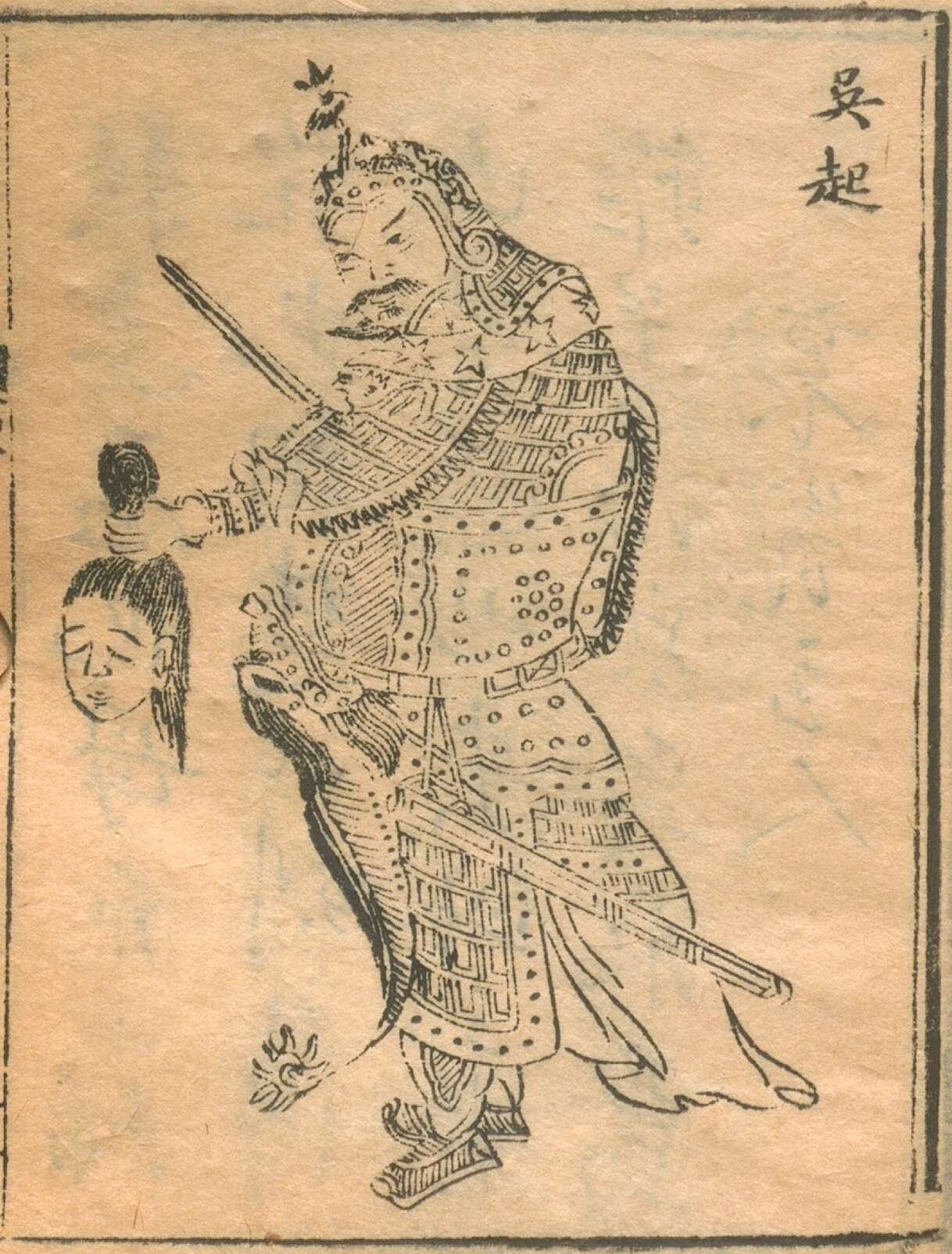
Ngô Khởi

Sở Điệu vương vốn nghe tiếng Ngô Khởi là người hiền, nên triệu ông đến phong làm tể tướng.
Ngô Khởi nêu rõ pháp luật, ông tâu với vua Sở tiến hành cải cách trong nước: bỏ những chức quan không cần thiết, bỏ không chu cấp cho những người họ nhà vua đã xa đời để hậu đãi nuôi dưỡng những người chiến đấu, cốt làm cho quân mạnh, không theo thuyết của những người chỉ đi nói suông về việc "hợp tung" hay "liên hoành".
Ngô Khởi giúp nước Sở giàu mạnh, phía nam bình định Bách Việt, phía bắc tiêu diệt nước Trần, nước Sái, cự tuyệt Tam Tấn (Hàn, Triệu, Ngụy), phía tây đánh Tần.
Chư hầu lo lắng vì nước Sở mạnh; trong khi đó các người quý tộc Sở bị đụng chạm quyền lợi cũng muốn hại Ngô Khởi.
Năm 381 TCN, Sở Điệu vương mất, các đại thần, tôn thất làm loạn đánh Ngô Khởi. Ông chạy đến nấp bên thây vua. Những người nổi loạn bắn và đâm chết Ngô Khởi, nhưng cũng bắn phải thi thể Điệu vương.
Sau đó thái tử Hùng Tang lên nối ngôi tức là Sở Túc vương. Túc vương chôn cất Điệu vương sai lệnh doãn giết tất cả những người bắn Ngô Khởi và bắn trúng cả thi thể nhà vua, hơn 70 người bị giết cả họ.

## Tư tưởng chính trị và quân sự
Ngô Khởi cho rằng muốn làm cho nước mạnh phải biết đạo nuôi quân. Bàn về đạo nuôi quân, làm cho đất nước trở lên cường thịnh, ông nói với vua Sở là Sở Điệu vương: "Cái đạo nuôi quân, trước hết phải cấp lương cho hậu thì họ mới chịu hết sức, nay trong triều có nhiều chức quan không cần, nhiều người họ xa của nhà vua cũng ăn hại của kho nhà nước, còn lương chiến sĩ thì cấp cho chẳng được bao nhiêu, thế mà muốn khiến cho họ phải vì nước liều mình, chẳng cũng khó lắm ư! nếu đại vương chịu theo kế tôi, thải bớt những chức quan không cần đi, giảm bớt lương những người họ xa đi, để đem bổng lộc mà cấp cho chiến sĩ, như thế mà nước không được cường thịnh thì tôi xin chịu tội chết''.

## Thực hiện
Khi được làm quan tướng quốc, nắm chính quyền ở Sở, ông đã thực hiện đúng tư tưởng của mình:
- Về trị quốc: ông sửa lại quan chế, tước bỏ những chức quan không cần, làm cho con em các quan đại thần, không được dựa dẫm mà ăn lộc của nhà nước; định lệ cho những người trong công tộc từ năm đời trở lên thì phải đi làm ăn, cũng coi như dân thường vậy, còn từ năm đời trở xuống thì cân nhắc họ gần họ xa mà cho lương nhiều hoặc lương ít. Vì vậy mà ngân sách chi tiêu mỗi năm dôi ra kể hàng mấy vạn.
- Về quân sự: Kén những quân tinh nhuệ trong nước, sớm tối luyện tập, xét ai là người tài giỏi thì cho ăn nhiều lương, có người được tăng lương gấp mấy lần trước. Bởi thế mà quân sĩ đều có lòng ganh đua nhau, binh lực nước Sở mạnh hơn cả thiên hạ.
- Kết quả: Nước Sở do ông nắm quyền mạnh hơn thiên hạ, Tam Tấn (Hàn, Triệu, Ngụy) và Tề, Tần, nước nào cũng kinh sợ. Suốt đời Sở Điệu vương, không nước nào dám đem quân đến đánh.